# Piotr Czerkawski
Piotr Czerkawski (ur. 28 września 1989 we Wrocławiu) – polski krytyk filmowy i dziennikarz, jeden z kuratorów programowych Kina Nowe Horyzonty oraz programerów festiwalu Nowe Horyzonty (sekcja Shortlista).

## Życiorys
Absolwent Międzywydziałowych Indywidualnych Studiów Humanistycznych ze specjalizacją Filologia Polska na Uniwersytecie Wrocławskim, obronił pracę magisterską o roli alkoholu w polskim kinie.
Publikował w czasopismach takich jak „Kino”, „Film”, „Dziennik Gazeta Prawna”, „Krytyka Polityczna”, „Odra”, „EKRANy”, „Więź”, a także na portalach internetowych – „Filmweb.pl”, „Dwutygodnik.com” i „O.pl”. Jego artykuły ukazywały się również na łamach „Studiów Filmoznawczych”, czasopisma naukowego Uniwersytetu Wrocławskiego.
Od 18 października 2015 do zakończenia emisji był współgospodarzem Weekendowego Magazynu Filmowego w TVP1. Od 2016 jest członkiem Europejskiej Akademii Filmowej. Jest także członkiem Stowarzyszenia Filmowców Polskich i Międzynarodowej Federacji Krytyków Filmowych FIPRESCI.
We wrześniu 2019 Wydawnictwo Czarne opublikowało jego książkę Drżące kadry. Rozmowy o życiu filmowym w PRL-u. Jest to zapis rozmów autora ze znanymi reżyserami tworzącymi w okresie Polski Ludowej. Książka spotkała się z pozytywnymi recenzjami krytyków.

## Nagrody i wyróżnienia
W 2017 zdobył III nagrodę w Konkursie dla młodych krytyków filmowych imienia Krzysztofa Mętraka. W tym samym roku został laureatem Nagrody Polskiego Instytutu Sztuki Filmowej w kategorii „krytyka filmowa”. Blog Piotra Czerkawskiego, „Cinema Enchanté”, był wcześniej nominowany do tej nagrody dwukrotnie (w 2014 i 2015) w kategorii „portal internetowy/blog o tematyce filmowej”.